# Stadtarchiv Bad Lauterberg
Das Stadtarchiv Bad Lauterberg ist das kommunale Archiv der niedersächsischen Stadt Bad Lauterberg. Es verwahrt Bestände über die Geschichte der Stadt Bad Lauterberg für stadtgeschichtliche, heimatkundliche oder genealogische Forschung. Daneben ist es zuständig für die Aufbewahrung von historisch wertvollem Schriftgut der Stadtverwaltung Bad Lauterberg.
Untergebracht ist das Stadtarchiv zusammen mit dem Heimatmuseum in einem Fachwerkbau in der Altstadt von Bad Lauterberg. Es wird  betreut von ehrenamtlichen Mitarbeiterinnen und Mitarbeitern einer Archivgemeinschaft, die im Jahr 1954 gegründet wurde.